# Freccia (1931)
«Фречча» (італ. Freccia) — військовий корабель, ескадрений міноносець типу «Дардо» Королівських ВМС Італії за часів Другої світової війни.

## Історія створення
«Фречча» закладений 20 лютого 1929 року на верфі компанії Cantieri Navali del Tirreno e Riuniti у Сестрі-Леванте. 21 жовтня 1931 року  увійшов до складу Королівських ВМС Італії.

## Історія служби
Есмінець «Фречча» у 1936—1938 роках брав участь у громадянській війні в Іспанії на боці фалангістів. 15 серпня 1937 року поблизу узбережжя французького Тунісу торпедував та серйозно пошкодив танкер під панамським прапором «Джордж МакНайт» (англ. George M. C. Knight) водотоннажністю 6213 тонн.
На початку Другої світової війни включений до VII ескадри есмінців, яка мала у своєму складі однотипні кораблі «Дардо», «Саетта» та «Страле».
Есмінець брав активну участь у битвах Другої світової війни на Середземноморському театрі дій, бився в боях біля Калабрії та мису Спартівенто; супроводжував власні та переслідував ворожі конвої транспортних суден.
8 серпня 1943 року стояв на якорі у порту Генуї для проведення технічних робіт. Корабель був пришвартований біля причалу Пароді, коли місто потрапило під важке килимове бомбардування Королівських ВПС. До 70 бомбардувальників британського бомбардувального командування завдали потужного удару по морському порту: о 1:25 ночі у «Фреччу» в центр есмінця влучили дві бомби, від вибуху корабель перегорнувся на ліву сторону, і ліг на дно, залишивши на поверхні верхні надбудови.
Есмінець «Фречча» за свою бойову кар'єру здійснив 165 бойових походів (7 — у складі оперативних груп військово-морських сил, 5 — з протичовнової оборони, 92 — з конвоювання, 16 — транспортних та 44 навчальних місії), що в цілому становлять 68 062 миль і 344 дні (4732 годин руху) у морі.
Затоплений корабель піднятий у 1949 році, і списаний зі складу флоту.